# Stazione di Kamakura
La stazione di Kamakura (鎌倉駅?, Kamakura-eki) è la principale stazione ferroviaria della città giapponese di Kamakura, nella prefettura di Kanagawa. È servita dalle linee Shōnan-Shinjuku e Yokosuka della JR East e dalla metrotranvia ferrovia elettrica di Enoshima. La stazione dista 53,9 km dalla stazione di Tokyo.

## Linee
East Japan Railway Company
■ Linea Shōnan-Shinjuku
■ Linea Yokosuka
江ノ電 Ferrovia Elettrica di Enoshima
● Ferrovia elettrica di Enoshima

## Struttura
La parte relativa alla JR della stazione di Kamakura è realizzata in superficie, con due binari laterali serviti da un marciapiede centrale. Questi sono realizzati su un'elevazione naturale, e quindi si trovano più in alto rispetto ai marciapiedi della ferrovia elettrica di Enoshima, i quali ospitano invece tre binari tronchi, essendo Kamakura il suo capolinea.
| 1   | ■ Linea Yokosuka                 |  | per Zushi, Yokosuka e Kurihama                       |
| 2   | ■ Linea Shōnan-Shinjuku          |  | per Ōfuna, Yokohama, Shibuya, Shinjuku e Ōmiya       |
| 2   | ■ Linea Yokosuka                 |  | per Ōfuna, Yokohama, Tokyo, Chiba e Aeroporto Narita |
| 3-5 | ● Ferrovia elettrica di Enoshima |  | per Hase, Shichirigahama, Enoshima e Fujisawa        |
| 4   | ● Ferrovia elettrica di Enoshima |  | binario di servizio                                  |

## Stazioni adiacenti
| «                              | Servizio       | »              |
| Linea Yokosuka                 | Linea Yokosuka | Linea Yokosuka |
| ------------------------------ | -------------- | -------------- |
| Kita-Kamakura                  | Locale         | Zushi          |
| Linea Shōnan-Shinjuku          |                |                |
| Kita-Kamakura                  | Locale         | Zushi          |
| Ferrovia elettrica di Enoshima |                |                |
| Capolinea                      | Locale         | Wadazuka       |